# لودا (لریک)
لودا (به لاتین: Loda) یک منطقه مسکونی در جمهوری آذربایجان است که در شهرستان لریک واقع شده است. لودا ۲۰۵ نفر جمعیت دارد. مردم لودا به زبان تالشی صحبت میکنند

## ریشه واژه
لو در زبان تالشی به‌معنی کلاغ و دا به‌معنی دره است و لودا یعنی دره‌ای که کلاغ در آن زیاد است.